# Syreny i Odyseusz (obraz Williama Etty’ego)
Syreny i Odyseusz (ang. The Sirens and Ulysses) – obraz olejny autorstwa angielskiego artysty Williama Etty’ego. Został po raz pierwszy wystawiony w 1837. Przedstawia scenę z Odysei Homera, w której Odyseusz opiera się zwodzącym pieśniom syren poprzez nakazanie załodze związania go i zatkania sobie uszu, by sami nie słyszeli śpiewu.
Podczas gdy tradycyjnie syreny były przedstawiane jako ludzko-zwierzęce chimery, Etty sportretował je jako nagie, młode kobiety, na wyspie zasłanej rozkładającymi się trupami. Po pierwszym wystawieniu obrazu wzbudził on podzielone opinie. Niektórzy krytycy bardzo go podziwiali, podczas gdy inni wyszydzali jako pozbawiony gustu i nieprzyjemny w odbiorze. Prawdopodobnie z powodu nietypowo dużych wymiarów, 442,5 cm na 297 cm, początkowo nie udało się go sprzedać. Później dzieło zostało kupione po okazyjnej cenie przez manchesterskiego kupca Daniela Granta. Grant zmarł niedługo potem, a jego brat podarował Syreny i Odyseusza Royal Manchester Institution.
Obraz Syreny i Odyseusz został namalowany eksperymentalną techniką, która spowodowała, że zaczął niszczeć niedługo po jego ukończeniu. Został zaprezentowany w Londynie na głównej wystawie prac Etty’ego w 1849 oraz w 1857 na Art Treasures Exhibition w Manchesterze, lecz później uznano jego stan za zbyt zły na ciągłe wystawianie publiczności i umieszczono w archiwum galerii. W 2003 rozpoczęto prace renowacyjne. W 2010 dzieło trafiło na ekspozycję Manchester Art Gallery, ponad 150 lat po przeniesieniu do archiwum.

## Tło

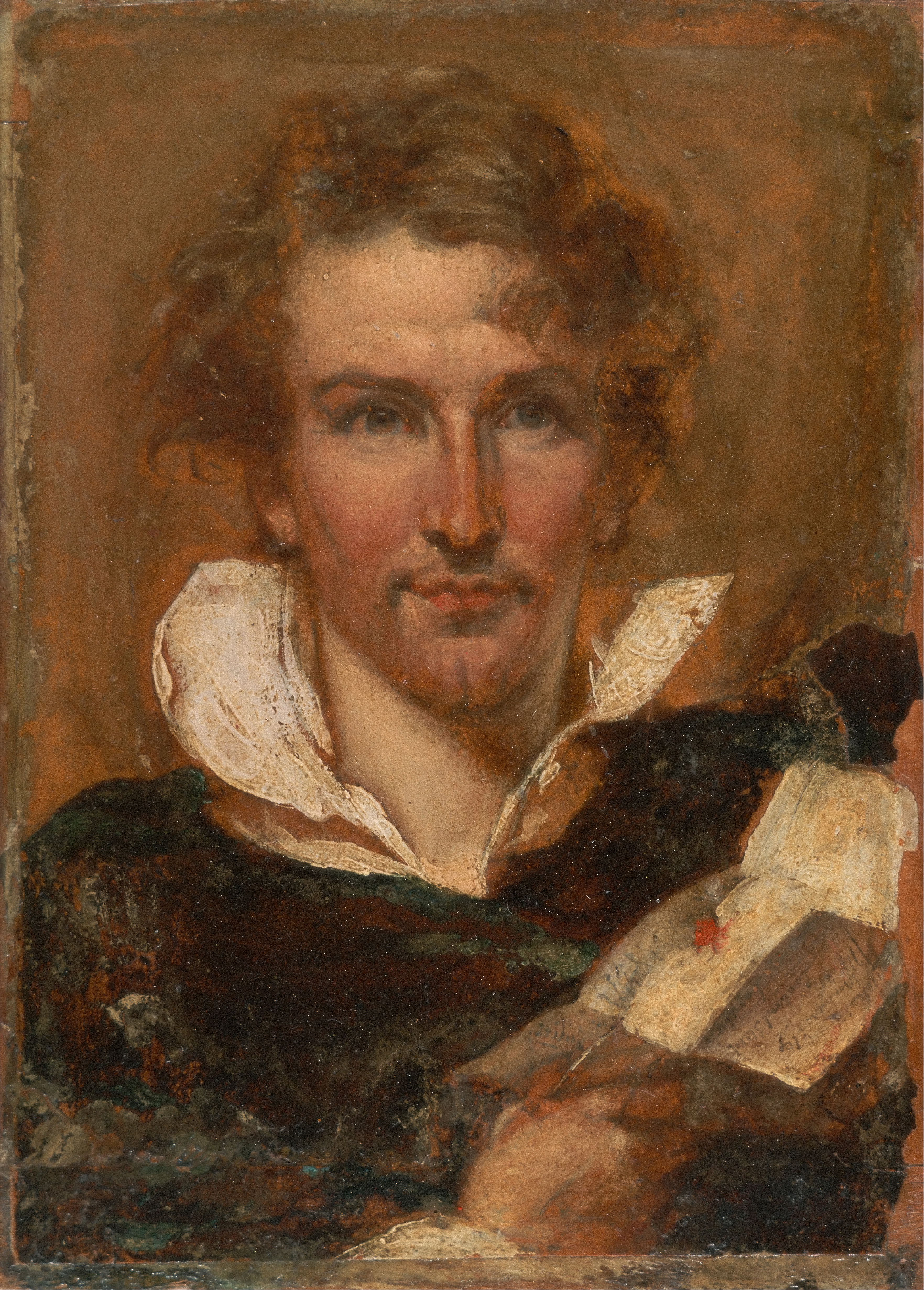
William Etty (autoportret, 1823)

William Etty (1787–1849) urodził się w Yorku. Swoją karierę zaczynał jako terminarz u drukarza w Hull. Po ukończeniu terminowania, w wieku 18 lat, przeniósł się do Londynu z zamiarem zostania artystą. Silnie inspirowany pracami Tycjana i Rubensa, stał się sławny dzięki malowaniu nagich postaci w sceneriach biblijnych, literackich i mitologicznych. Podczas gdy wielu współczesnych podziwiało go, przez co został wybrany na członka Royal Academy of Arts w 1828, inni potępiali zawartość jego prac jako nieobyczajną.
Na wczesnym etapie swojej kariery Etty’ego był wysoko ceniony przez zamożnego prawnika Thomasa Myersa, absolwenta Eton College, o szerokiej wiedzy z zakresu mitologii greckiej i rzymskiej. Począwszy od 1832 Myers regularnie podsuwał Etty’emu w listach propozycje tematów obrazów. Myers był przekonany, że na rynku istniało duże zapotrzebowanie na wielkie płótna i zachęcał Etty’ego do ich malowania. W 1834 podsunął temat Odyseusza spotykającego Syreny: scenę z Odysei, w której okręt przepływa obok wyspy Syren. Zgodnie z treścią eposu, istoty te były znane z piękna swojego śpiewu, który zwodził marynarzy na śmierć. Odyseusz chciał usłyszeć ich pieśń, dlatego nakazał swojej załodze przywiązać siebie do masztu, surowo zakazując odwiązywania. Marynarze z kolei zatkali swoje uszy, aż do czasu, gdy statek oddalił się od wyspy na bezpieczną odległość.

Temat Odyseusza napotykającego Syreny dobrze trafiał w gust Etty’ego. Jak napisał w tamtym czasie: „Głównym celem we wszystkich moich udanych obrazach było oddanie wielkiego morału płynącego z serca (…) znaczenia opierania się ZMYSŁOWYM ROZKOSZOM”. Przy odmalowywaniu tej sceny prawdopodobnie posługiwał się Odyseją w tłumaczeniu Alexandre’a Pope’a.

Szaleniec, kto się zbliży i Syren tych śpiewy 

Usłyszy! On nie ujrzy nigdy, póki żywy, 

Ni małżonki, ni dziatek, ni ziemi rodzinnej: 

Tak go sczaruje śpiew tych Syren słodkopłynny, 

Które siedzą na łące, a wkoło nich gnaty 

Ludzkie leżą stosami i ciał wyschłych szmaty. 

Ty je mijaj, i zalep uszy towarzyszy 

Woskiem miodnego plastru! Niech żaden nie słyszy 

Głosu ich; lecz jeżeli sam byłbyś ciekawy 

Posłuchać, to powrozem każ do masztu nawy 

Przywiązać się a mocno, za nogi i ręce, 

A wtedy się przysłuchaj dwóch Syren piosence. 

Lecz gdybyś się wyrywał, wołał, by zdjąć pęty, 

To masz być jeszcze mocniej powrozem ściśnięty.

## Kompozycja i odbiór

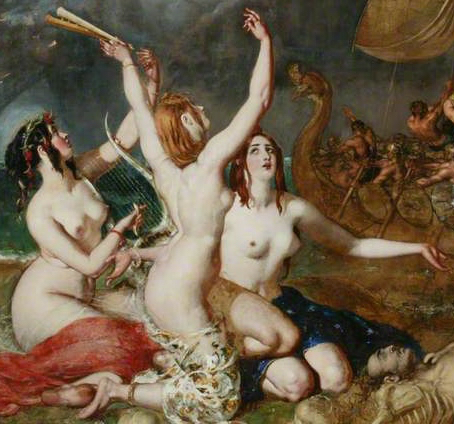
Syreny są do siebie podobne – obraz prawdopodobnie przedstawia tę samą modelkę w trzech różnych pozach

Obraz pokazuje trzy syreny śpiewające na wyspie, otoczone przez gnijące ciała martwych marynarzy. Odyseusz jest widoczny w tle przywiązany do masztu okrętu, podczas gdy na niebie za nim wznoszą się ciemne chmury.
Odyseusz zdaje się być większy niż otaczający go marynarze, zaś syreny wyciągają swoje ręce w tradycyjnie dramatycznych pozach. Wszystkie trzy są bardzo podobne z wyglądu. Biograf Etty’ego, Leonard Robinson, twierdzi, że Etty namalował tę samą modelkę w trzech różnych pozach. Robinson uważał, że ich klasyczne pozy są wynikiem tego, że Etty przez całe życie uczestniczył w lekcjach malowania aktów z natury w Royal Academy, gdzie modelki zawsze pozowały właśnie w ten sposób. Były kurator York Art Gallery, Richard Green, rozważał zaś, czy ich pozy nie są hołdem oddanym Nereidom z obrazu Rubensa Przybycie Marii Medycejskiej do Marsylii. Była to praca, którą Etty znał, podziwiał i w 1823 wykonał jej kopię.
Fizyczny wygląd syren nie jest opisany w Odysei. W tradycyjnych greckich przedstawieniach były pokazywane jako chimery ptasio-lwie lub ptasio-ludzkie. Etty uzasadniał w pełni ludzki wygląd swoich syren poprzez tłumaczenie, że przyjmują one w pełni ludzką formę po wyjściu z morza. Takie podejście do tematu przyjmowało później wielu innych malarzy.
Etty włożył w obraz wiele wysiłku, włącznie z odwiedzaniem kostnicy w celu szkicowania martwych i rozkładających się ciał. Fakt użycia prawdziwych zwłok w procesie tworzenia obrazu stał się powszechnie znany, co spowodowało skargi ze strony krytyków. Mimo że 1836 odwiedził Brighton, by odbyć studia nad morzem związane ze swoim obrazem, miał niewielkie doświadczenie w malowaniu krajobrazów. Przedstawienie morza i chmur jest skromne w porównaniu z resztą dzieła.
Wymiary obrazu Etty’ego wynosiły 442,5 cm na 297 cm. Praca została ukończona w 1837, a później wystawiono ją w Royal Academy of Arts i powieszono w nowym budynku Akademii przy placu Trafalgar (obecnie National Gallery). Dzieło i metody użyte przez Etty’ego przy jego tworzeniu, wywołały podzielone opinie. The Gentleman’s Magazine postrzegał je jako „jak dotąd najlepszy obraz namalowany przez pana Etty’ego (…) jego historyczną pracę pierwszej klasy, pełną piękna każdego rodzaju”. Zaś The Spectator opisywał je jako „zniesmaczającą kombinację ponętności i obrzydłej zgnilizny – mieniącą się kolorami i cudowną w wykonaniu, lecz stworzoną w najgorszym możliwym guście”.

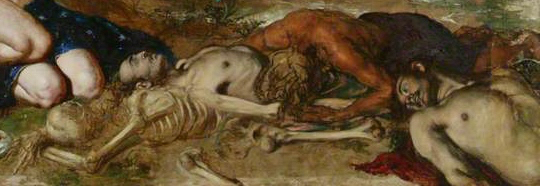
Trupy na wyspie syren zostały namalowane na podstawie prawdziwych zwłok, co oburzało niektórych krytyków

Prawdopodobnie z powodu rozmiarów, Syren i Odyseusza nie udało się sprzedać w 1837 na Summer Exhibition. W październiku 1837 Daniel Grant, zamożny handlarz bawełną i wielbiciel Etty’go (wcześniej zamówił już u niego Wenus i gołębie), spotkał malarza na wyścigach w Heaton Park i zaproponował mu kupno dzieła oraz mniejszego obrazu Samson zdradzony przez Dalię za sumę 200 funtów. Etty liczył na 300 funtów za obie prace. Grant w odpowiedzi zaproponował 250 funtów (ok. 26,8 tys. GBP w 2021), Etty początkowo odmówił, ale ostatecznie zgodził się na sumę poniżej swoich oczekiwań. Grant zmarł wkrótce później, pozostawiając obraz swojemu bratu Williamowi, który podarował go w 1839 Royal Manchester Institution.
Etty uważał obraz za jedno z najlepszych swoich dzieł i nalegał, by uczynić je centralnym punktem jego autorskiej wystawy w Royal Society of Arts w 1849. Instytucja ta obawiała się, że przeniesienie obrazu może spowodować jego uszkodzenie i odmawiała wystawienia go, dopóki Etty i grupa jego wpływowych przyjaciół nie odwiedziła Manchesteru, błagając o udostępnienie obrazu. Artysta zmarł później w tym samym roku, a jego twórczość cieszyła się krótkotrwałym wzrostem popularności. Zainteresowanie jego osobą malało jednak z czasem i przed końcem XIX wieku wartość wszystkich jego dzieł spadła poniżej oryginalnych cen. Jako że Syreny i Odyseusz były rzadko wystawiane, miały niewielkie oddziaływanie na późniejszych artystów, jednakże wpłynęły na Rybaka i syrenę Frederica Leightona.

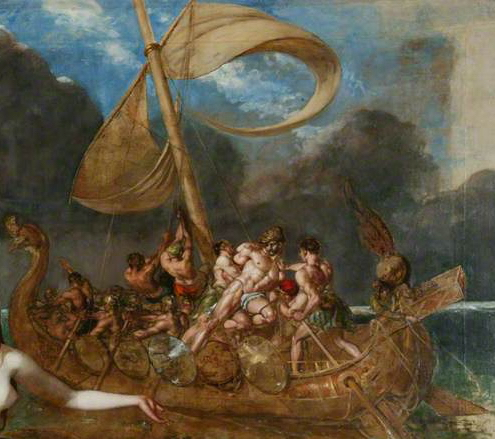
Związany Odyseusz jest przedstawiony jako znacznie większy od pozostałych członków swojej załogi.

Odyseusz i Syreny to jeden z tych świetnych wysiłków na polu Sztuki dokonany w pełni moich sił, którego nie jestem w stanie powtórzyć.

## Usunięcie i renowacja
Etty używał przy tworzeniu Syren i Odyseusza eksperymentalnych technik, stosując mocny klej jako stabilizator farby. Spowodowało to, że farba wysychała ciężko, krusząc się, a po wyschnięciu się łuszczyła. Problem był potęgowany przez duży rozmiar obrazu. To powodowało, że fragmenty farby odpadały zawsze, gdy obraz był przemieszczany. Od momentu ukończenia dzieło zaczęło niszczeć. Po wystawieniu w 1857 podczas Art Treasures Exhibition uznano, że jego stan był zbyt zły na publiczne eksponowanie. Został złożony w długoterminowym magazynie archiwów Royal Manchester Institution i następcy tej instytucji, Manchester Art Gallery. W połowie XX wieku odbyło się wiele nieudanych prób renowacji Syren i Odyseusza, ale próby oczyszczenia obrazu spowodowały niezamierzone dalsze uszkodzenia.
W 2003 pracownicy Manchester Art Gallery zadecydowali, że jeśli nie zostaną podjęte prace konserwacyjne, obraz może zostać bezpowrotnie zniszczony. Organizacje Esmée Fairbairn Foundation i Axa Art Insurance zapewniły fundusze na renowację. Zastępcze płótno przymocowane w latach 30. XX wieku zostało usunięte. Na dalszym etapie użyto mieszaniny przylegającego rybiego kleju i wapnia do odnowienia powierzchni obrazu, a farba dodana podczas wcześniejszych prób konserwacji została usunięta. Nowa, podwójna warstwa płótna została dodana z tyłu obrazu i trzy warstwy sklejono razem.
W 2006 naprawiony obraz został przeniesiony ze stadium konserwatorskiego do Manchester Art Gallery. Galeria Dziewiąta została przekształcona w tymczasowe studio, otwarte dla publiczności, która mogła oglądać finalne retusze przed ukończeniem prac w 2010. Syreny i Odyseusz obecnie wiszą w Galerii Trzeciej.